# Ropz
Robin « Ropz » Kool, né le 22 décembre 1999 à Jõgeva, est un joueur professionnel estonien de Counter-Strike: Global Offensive, puis de Counter-Strike 2. Il joue actuellement pour Vitality. 
Ropz a participé à onze Majors de Counter-Strike (l'équivalent d'un tournoi du grand Chelem au tennis) avec deux victoires à son actif : une victoire avec FaZe en 2022, puis avec Vitality en 2025.

## Biographie
Ropz naît et grandit en Estonie, plus précisément à Jõgeva, une petite ville de 5000 habitants. Il est l’aîné d’une fratrie de 4 frères. Son père était agriculteur et cultivait des pois. Comme dans une entreprise familiale, Robin l'aidait régulièrement. Il perd malheureusement son père, alors en difficulté financière, durant son adolescence.
Robin Kool découvre Counter-Strike à l’âge de 7 ans sur CS 1.6. Sa mère soucieuse de sa future vie, voulait que le jeune Robin ait ses diplômes. Pas spécialement passionné par les études, Ropz passe ses nuits à jouer, ne dort que très peu et n’est pas très assidu durant les cours. Cependant, il passe un accord avec sa mère et peut continuer de jouer s’il valide ses années. Bon élève, Robin y arrive très bien malgré ses faibles heures de sommeil. Il devra tout de même faire sa dernière année de scolarité en 2 ans.
A la fin de CS 1.6, Ropz commence Call of Duty. Avec pour objectif de rejoindre FaZe Clan, alors une des plus grandes équipes CoD des années 2010, Ropz rejoint Team Horizon,. 
A 15 ans, il reprend Counter-Strike sur la version Counter-Strike: Global Offensive et arrête Call of Duty,.
Alors très bon sur CS:GO où il joue sur des tournois à plateforme ouverte comme FaceIT, il est accusé de tricher par la communauté et par certains joueurs professionnels. Cela a impacté l’envie de Ropz de continuer à jouer. Il a d’ailleurs été invité dans les bureaux de FaceIT afin de prouver sa bonne foi.
Une offre de Team Liquid permet à sa famille de se rassurer pour l’avenir de celui-ci. Finalement, Ropz fera le choix de signer en tant que professionnel chez mousesports en avril 2017 afin de rester en Europe (Team Liquid étant une équipe nord-américaine) et de continuer son cursus scolaire. Elle sera sa première grande équipe.
Il gagne en septembre 2017 son premier trophée S-Tier (l’équivalent d’un master 1000 au tennis) lors de l’ESG Tour Mykonos 2017.  
En 2018, il est nommé pour la première fois dans le top 20 des meilleurs joueurs mondiaux HLTV de l’année en se classant 19ème et rentre dans le top 10 l’année suivante.
Il est nommé MVP pour la première fois en décembre 2019 lors de ESL Pro League Season 10 Finals.
Alors très bon avec MOUZ (anciennement mousesports) avec qui il gagne 9 trophées en 4 ans et demi, c’est son prix de transfert élevé qui l’empêche de changer d’équipe. En 2022, il rejoint son ancienne équipe de rêve FaZe Clan, où il retrouve son ancien coéquipier de chez MOUZ, le danois Finn « karrigan » Andersen.
Son transfert s'avère être un succès : FaZe Clan se qualifient pour le tournoi BLAST Premier: Spring Finals et remportent le premier tournoi LAN de l'année : IEM Katowice 2022. En mai 2022, Ropz obtient le Graal en gagnant avec FaZe son premier Major lors du PGL Major Antwerp 2022.
En 2023, il atteint son meilleur classement individuel mondial en se hissant à la 3ème place HLTV. 
Avec la fin de CS:GO fin 2023, Ropz toujours chez FaZe commence CS2. Il remporte le CS Asia Championships 2023 ainsi que l’IEM Chengdu 2024.
Le 1er janvier 2025, Robin « ropz » Kool rejoint Team Vitality en remplaçant l'israélien Lotan « Spinx » Giladi,. En juin, il remporte avec Vitality son deuxième Major lors du BLAST.tv Austin Major 2025, son 7ème trophée depuis son arrivée chez les abeilles 6 mois plus tôt,.

## Palmarès

### Par Structure / Équipe
| Tournoi                             | Équipe        | Classement | Remarques                                                              |
| ----------------------------------- | ------------- | ---------- | ---------------------------------------------------------------------- |
| BLAST.tv Austin Major 2025          | Team Vitality | 1er        | ,                                                                      |
| IEM Dallas                          | Team Vitality | 1er        | [ 19 ]                                                                 |
| BLAST Rivals Spring 2025            | Team Vitality | 1er        | ,                                                                      |
| Intel Grand Slam Seasons 5          | Team Vitality | 1er        | Gagné avec Vitality pour avoir remporté 4 des 10 derniers tournois ESL |
| IEM Melbourne 2025                  | Team Vitality | 1er        | [ 22 ]                                                                 |
| BLAST Open Lisbon 2025              | Team Vitality | 1er        | [ 23 ]                                                                 |
| ESL Pro League Season 21            | Team Vitality | 1er        | [ 24 ]                                                                 |
| IEM Katowice 2025                   | Team Vitality | 1er        | [ 25 ]                                                                 |
| Perfect World Shanghai Major 2024   | FaZe Clan     | 2e         |                                                                        |
| IEM Chengdu 2024                    | FaZe Clan     | 1er        |                                                                        |
| PGL CS2 Major Copenhagen 2024       | FaZe Clan     | 2e         |                                                                        |
| IEM Katowice 2024                   | FaZe Clan     | 2e         |                                                                        |
| BLAST Premier World Final 2023      | FaZe Clan     | 2e         |                                                                        |
| BLAST Premier Fall Final 2023       | FaZe Clan     | 2e         |                                                                        |
| CS Asia Championships 2023          | FaZe Clan     | 1er        | MVP                                                                    |
| Thunderpick World Championship 2023 | FaZe Clan     | 1er        | MVP                                                                    |
| IEM Sydney 2023                     | FaZe Clan     | 1er        |                                                                        |
| Winner of Intel Grand Slam Season 4 | FaZe Clan     | 1er        |                                                                        |
| ESL Pro League Season 17            | FaZe Clan     | 1er        | MVP                                                                    |
| BLAST Premier Fall Final 2022       | FaZe Clan     | 2e         |                                                                        |
| IEM Cologne 2022                    | FaZe Clan     | 1er        |                                                                        |
| PGL Major Anvers 2022               | FaZe Clan     | 1er        |                                                                        |
| ESL Pro League Season 15 Finals     | FaZe Clan     | 1er        | MVP                                                                    |
| IEM Katowice 2022                   | MOUZ          | 1er        |                                                                        |
| Flashpoint 3                        | MOUZ          | 1er        |                                                                        |
| ICE Challenge 2020                  | mousesports   | 1er        |                                                                        |
| cs_summit 5                         | mousesports   | 1er        |                                                                        |
| ESL Pro League Season 10 Finals     | mousesports   | 1er        | MVP                                                                    |
| CS:GO Asia Championships 2019       | mousesports   | 1er        |                                                                        |
| ESL One New York 2018               | mousesports   | 1er        |                                                                        |
| V4 Future Sports Festival 2018      | mousesports   | 1er        |                                                                        |
| StarSeries i-League Season 4        | mousesports   | 1er        |                                                                        |
| ESG Tour Mykonos 2017               | mousesports   | 1er        |                                                                        |
| Provenance :                        |               |            |                                                                        |

### Individuel

#### Classement de Ropz dans le top 20 mondial sur Counter-Strike (décerné par HLTV)
| Classement | Équipe      | Année | Référence |
| ---------- | ----------- | ----- | --------- |
| #19        | mousesports | 2018  | [ 31 ]    |
| #10        | mousesports | 2019  | [ 32 ]    |
| #7         | mousesports | 2020  | [ 33 ]    |
| #18        | MOUZ        | 2021  | [ 34 ]    |
| #8         | FaZe Clan   | 2022  | [ 35 ]    |
| #3         | FaZe Clan   | 2023  | [ 14 ]    |
| #18        | FaZe Clan   | 2024  | [ 36 ]    |

#### Distinctions HLTV
- Closer of the Year (Panel Award) 2023[37]

#### MVP
| Tournoi                             | Équipe      | Référence |
| ----------------------------------- | ----------- | --------- |
| CS Asia Championships 2023          | FaZe Clan   | [ 26 ]    |
| Thunderpick World Championship 2023 | FaZe Clan   | [ 27 ]    |
| ESL Pro League Season 17            | FaZe Clan   | [ 28 ]    |
| ESL Pro League Season 15 Finals     | FaZe Clan   | [ 29 ]    |
| ESL Pro League Season 10 Finals     | mousesports | [ 11 ]    |